# Without You (Van Halen)
Without You è una canzone del gruppo musicale statunitense Van Halen, singolo di lancio dell'album Van Halen III e della loro collaborazione con il nuovo cantante Gary Cherone. Pubblicata nel febbraio 1998, debuttò direttamente al primo posto della Mainstream Rock Songs, mantenendolo per sei settimane consecutive. È stato il tredicesimo e ultimo singolo della band capace di raggiungere le vetta di tale classifica.

## Video musicale
La realizzazione del videoclip della canzone costò più di un milione di dollari. Le scene in cui appare la band furono girate a Los Angeles, in California, nel gennaio 1998. Il resto del video venne invece girato all'interno dell'ICEHOTEL in Svezia. Il video fu trasmesso in anteprima su MTV il 2 marzo 1998.

## Tracce
CD Promo Single Warner Bros. PRO-CD-1008
1. Without You (Edit) – 4:57
2. Whithout You (Album Version) – 6:28

CD Maxi Warner Bros. 9362439892
1. Without You (Edit) – 4:57
2. Whithout You (Album Version) – 6:28
3. Ballot or the Bullet – 5:37

## Formazione
- Gary Cherone – voce
- Eddie van Halen – chitarra, cori
- Michael Anthony – basso, cori
- Alex van Halen – batteria

## Classifiche
| Classifica (1998)             | Posizione massima |
| ----------------------------- | ----------------- |
| Canada                        | 55                |
| Stati Uniti (mainstream rock) | 1                 |